# ویکاش دوراسو
ویکاش دوراسو (فرانسوی: Vikash Dhorasoo‎ تلگویی: వికాష్ దొరసూ؛ زادهٔ ۱۰ اکتبر ۱۹۷۳) بازیکن فوتبال اهل فرانسه است.
وی همچنین در تیم ملی فوتبال فرانسه بازی کرده‌است.